# Дело Набоба
«Дело Набоба» (фр. Au voleur! , нем. Affäre Nabob) — французско-западногерманский художественный фильм, снятый режиссёром Ральфом Хабибом в 1960 году.
Премьера фильма состоялась 16 ноября 1960 года.

## Сюжет
Сюжет вращается вокруг бриллианта под названием «Le Nabab» («Магнат»), принадлежащего миллиарду Демосфену. Никто не знает: настоящий он или подделка.
Благородному мошеннику Сержу, известному как Граф Форнари, незнакомец однажды поручает украсть очень ценный камень, известный как «Набоб». Он получил своё название, потому что его владелец на самом деле финансовый магнат, миллиардер-набоб по имени Демосфен. Украшение ценой в несколько миллионов долларов в обрамлении медальона носит постоянная спутница Демосфена, привлекательная блондинка-француженка Жанетт. Однако, девушка тоже не совсем чиста на руку и однажды крадёт бриллиант из сейфа своего покровителя…

## В ролях
- Поль Гер — Серж
- Перретт Прадье — Жанетт
- Отто Хассе — Демосфен
- Соня Циман — Миллиардерша
- Мэри Марке — хозяйка отеля
- Жорж Албан — комиссар полиции
- Жерар Дарье
- Жан-Пьер Золя — директор отеля